# Devotion (Anberlin)
Devotion è un album di raccolta del gruppo alternative rock statunitense Anberlin, pubblicato nel 2013.

## Tracce
Disco 1 - Vital special edition
1. Self-Starter (featuring Julia Marie) – 3:17
2. Little Tyrants – 3:21
3. Other Side – 4:06
4. City Electric (New track) – 4:28
5. Someone Anyone – 3:29
6. Unstable (Vital iTunes bonus track) – 3:35
7. Intentions – 3:09
8. Innocent – 4:19
9. Dead American (New track) – 3:10
10. Desires – 3:24
11. Said Too Much (Vital Best Buy deluxe edition bonus track) – 3:32
12. IJSW (New track) – 5:26
13. Type Three – 3:57
14. No Love To Speak (Vital Best Buy deluxe edition bonus track) – 4:09
15. Orpheum – 3:52
16. Safe Here (Vital Australian deluxe edition bonus track) – 3:41
17. Modern Age – 4:13
18. God, Drugs & Sex (featuring Christie DuPree) – 6:15

Disco 2 - Devotion: Vital Remixed
1. Someone Anyone (Spacebrother Remix) – 4:41
2. Desires (Spacebrother Remix) – 5:33
3. God, Drugs & Sex (Resist Temptation Remix) – 7:11
4. Innocent (Joseph Milligan Remix) – 4:07
5. Intentions (Joseph Milligan Remix) – 3:54
6. Little Tyrants (Joseph Milligan Remix) – 4:08
7. Other Side (Celebrated Heroes Remix) – 3:39
8. Self-Starter (JT Daly Remix) – 4:55
9. Said Too Much (Joseph Milligan Remix) – 3:38
10. Orpheum (JT Daly Remix) – 4:39
11. Type Three (Leverage Models Remix) – 5:44
12. Unstable (Nick Rad Remix) – 5:41
13. Modern Age (Nick Rad Remix) – 5:12

Disco 3 - Live from the Music Hall of Williamsburg
1. Take Me (As You Found Me) (Live) – 6:24
2. A Day Late (Live) – 3:47
3. Inevitable (Live) – 4:57
4. Type Three (Live) – 5:22
5. Breaking (Live) – 5:08
6. Alexithymia (Live) – 4:03
7. Dismantle.Repair. (Live) – 5:16
8. I'd Like To Die (Live) – 4:36
9. Down (Live) – 5:15
10. The Unwinding Cable Car (Live) – 6:49
11. Feel Good Drag (Live) – 4:26
12. Naive Orleans (Live) – 4:04
13. Impossible (Live) – 5:45